# Manuel López Azorín
Manuel López Azorín (Moratalla, Murcia, 20 de mayo de 1946) es un poeta y autor de origen murciano afincado en San Sebastián de los Reyes (Madrid). Ha producido una obra extensa que consiste principalmente en antologías de poemas. Ha sido premiado en varios certámenes literarios locales, como el Premio Zenobia Camprubí de la Universidad de Huelva, el Certamen Albaricoque de oro del ayuntamiento de Moratalla y el Premio Rafael Morales del ayuntamiento de Talavera de la Reina. Ha sido traducido al árabe, al italiano y al inglés.
También ha colaborado extensamente en varias asociaciones culturales de San Sebastián de los Reyes: Fundó y dirigió el Centro de Estudios de la Poesía de la Universidad Popular José Hierro (1996-2000), entidad cultural del ayuntamiento. Dirigió y presentó el programa Tertulias de Autor en Canal Norte TV (1992-2000), fundó el Colectivo Helicón de Poesía y Relato (1986), y creó y dirigió la revista Poesía en la Diana.
Por sus contribuciones la vida cultural de esta ciudad fue nombrado "Hijo Adoptivo de San Sebastián de los Reyes”, en un evento público celebrado el 22 de marzo de 2019.

## Obras

### Listado de poemarios[1]
- Marasmo (1986)
- Vértigo ( Premio Zenobia 1993)
- Amar es mi ejercicio (Accésit del Premio Joaquín Benito de Lucas 1997)
- Versos para después de una película (Accésit del Premio Rafael Morales 1998)
- Un sueño hecho realidad- Romance de la fundación de "Sanse". Edición del Ayuntamiento de San Sebastián de los Reyes, 1999.
- El río de los ojos (Premio Viriato 1999).
- Libro del desconcierto (Premio Nacional Rafael Morales, 2000)
- Azul de los afectos (2001)
- Crónica de Babel (premio Almedina, 2002)
- De la vida y otros ríos (Editado con una ayuda del Ministerio de Cultura, 2003).
- Hay una luz (Premio Albaricoque de Oro 2007)[3]
- La ceniza y la espuma (2008).
- Solo la luz alumbra -Antología poética 1986-2010- (2011).
- Romancero flamenco (2013).
- La voz que me protege (2019).
- Baluartes y violines (2023).

### Otros
- Himno de San Sebastián de los Reyes (1998). Letra de su autoría, música compuesta por Jesús Vioque Lara, director de la banda municipal.[1]